# Berthold von Sternberg

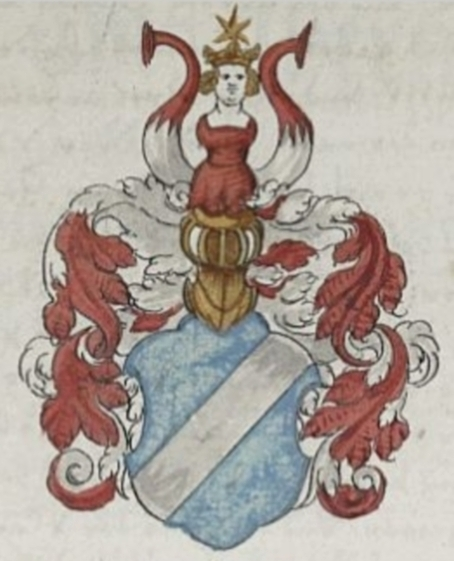
Wappen Berthold II. nach Lorenz Fries: Chronik der Bischöfe von Würzburg, 1574–1582

Berthold von Sternberg († 13. November 1287 wahrscheinlich in Würzburg) war als Berthold II. von 1271 bis zu seinem Tode Bischof von Würzburg.

## Berthold II. im Familienkontext
Nach Wilhelm Engel entstammte Berthold dem fränkischen Geschlecht der von Sternberg, deren Stammburg in Sternberg im Grabfeld heute zur Gemeinde Sulzdorf an der Lederhecke im Landkreis Rhön-Grabfeld (Unterfranken) zählt. Er nennt als letzten Stammhalter des Geschlechtes Albert von Sternberg, der vermutlich ein Bruder des Berthold war. Der Besitz fiel als Lehen an die Grafen von Henneberg, aus denen die Sternberger hervorgegangen seien. Sein Vater war Heinrich, Sohn Poppos von Irmelshausen, der im Kampf gegen Graf Poppo VII. von Henneberg gefallen war. Zusammen mit seinen beiden jüngeren Brüdern Herrmann und Heinrich schlug Berthold eine geistliche Laufbahn ein. Sie traten zusammen in das Würzburger Domkapitel ein. Herrmann wurde später Propst des Kollegialstiftes Neumünster und Heinrich Dompropst in Bamberg.
Der Wormser Bischof Konrad von Sternberg († 1192), Erbauer des Westwerkes des Wormser Domes, war ein Verwandter aus der gleichen Adelsfamilie.

## Berthold II. als Bischof
Nach dem Tod des Bischofs Iring von Reinstein-Homburg erfolgte im Sommer 1267 eine Doppelwahl. Gewählt wurde zum einen Poppo III. von Trimberg, zum anderen Berthold I. von Henneberg, Bruder des Grafen Herrmann von Henneberg. Die tatsächliche Regierung als Stiftspfleger übernahm jedoch Berthold von Sternberg kraft seiner Funktion als Domdechant. Während Berthold von Henneberg, selbst Domherr von Würzburg und Mainz, seine Anerkennung in Mainz erhielt und zur tatsächlichen Umsetzung seines Anspruchs mit der Armee seines Bruders gegen Würzburg zog, suchte Poppo von Trimberg seine Anerkennung beim Papst Clemens IV. in Rom, die er auch erhielt. Er starb aber auf der Rückreise noch auf italienischem Boden. Dem heranrückenden Berthold von Henneberg zog eine Streitmacht des Domkapitels unter Berthold II. und der Stadt Würzburg entgegen. Am 8. August 1266 kam es bei Kitzingen zur sogenannten Cyriakusschlacht, in der die Henneberger Armee aufgerieben wurde. Trotzdem beharrte Berthold von Sternberg auf seine Ansprüche und konnte sich im nördlichen Teil des Hochstiftes festsetzen. 1274 unternahm er einen weiteren Versuch, sich in Würzburg zu etablieren; 1275 erfolgte ein Vergleich. Berthold von Henneberg durfte den Titel Bischof weiterführen, er verzichtete aber praktisch auf die Ausübung des Amtes und wurde von Berthold II. abgefunden.
Auch wenn Berthold II. bereits 1266 als Pfleger faktisch die Angelegenheiten des Bistums steuerte, erschien er in Urkunden als Bischof erst ab dem Jahre 1271. Zu seiner Bestätigung reiste er 1274 zu Papst Gregor X. nach Rom und begann selbst die Zählung seiner Amtsjahre mit dem Jahr 1275.
Reichspolitisch galt Berthold II. als Gefolgsmann von König Richard von Cornwall. Als er sich in Auseinandersetzungen mit den Grafen von Rieneck und Henneberg verwickelte und zuletzt 1282 eine Fehde mit dem Abt von Fulda, Bertho IV. von Bimbach, ausbrach, trat der König vermittelnd ein. Berthold und der Abt einigten sich auf die Zerstörung der Burg Eberstein, um das Raubrittertum zu bekämpfen. Die Auersburg, die sich in der Grenzregion befindet, war 1290 in Würzburger Besitz.
Die Gemeinde Bergtheim verdankt dem Bischof ihre erste urkundliche Erwähnung von 1282. Er erscheint auch im Zusammenhang mit der Gründung des Klosters in Blankenau. Er tauschte 1287 die Burg Boxberg gegen Burg Schweinberg von den Johannitern zu Wölchingen ein.
Sein Grab im Würzburger Dom ist nicht mehr vorhanden. Er gilt nach einer Ebracher Überlieferung jedoch als erster Bischof, der sein Herz im Kloster Ebrach bestatten ließ. Darauf deutet dort eine Sepultur hinter dem Hochaltar aus dem frühen 14. Jahrhundert hin.